# Nagy Dániel (író)
Nagy Dániel (Battonya, 1886. augusztus 11. – Budapest, 1944. március 14.) író, újságíró.

## Életútja
1886. augusztus 11-én született Battonyán, paraszti családban, Nagy Dániel és Kiss Veronika fiaként. Apja kétszer is szerencsét próbált Amerikában, édesanyja korán meghalt, ezért nagyanyja vette gondjaiba. Öt gimnáziumi osztályt végzett, majd autodidaktaként képezte magát. Szépen hegedült és énekelt, fiatalon vándorszínészekhez csatlakozott.
Sorsa jobbra fordulását házasságának köszönheti. 1912-ben miniszteri engedéllyel feleségül vette egy jómódú újaradi kereskedő tizenöt éves leányát, Dengl Bertát. Az első világháború kitörésekor a katonai szolgálat alól felmentették, miután néhány lábujját összeroncsolta és szimulánsként elmegyógyintézetbe záratta magát. Írói tűzkeresztségének éve 1915. Megpályázta az Érdekes Újság „háborús novella”-pályázatát, s elbeszélésével elnyerte az első díjat. Sokat köszönhet a zsűri elnöke, Osvát Ernő „tehetség-felfedező lázának”. Most már saját nevén közli a Nyugat 1918-as évfolyamában folytatásokban Börtönök bús lakója című regényét, s ugyanitt megjelent Pistike című dramolettje, majd Sárika című novellája is. Regénye 1919-ben könyvalakban is megjelent.
Az első világháború után Aradon telepedett le, ahol nyomdára tett szert, Főbusz, majd Fórum néven kiadóvállalatot alapított; 1924-1927 között újságot is szerkesztett, a Magyar Újságot, 1928-29-ben a Reggeli Újságot. Írókat, műfordítókat bocsát szárnyra, megjelenteti könyveiket és saját munkáit. Írásaival jelentkezik a kolozsvári Napkeletben s a korszak minden jelentős magyar lapjában. Hősei az élet áldozatai, a társadalom perifériájára szorultak, nyomorgó kisemberek, a város veszedelmeinek csapdáiba eső falusiak, a felnőttek gonoszsága miatt tragikus sorsú kisgyerekek, árvák, megesett lányok, prostituáltak, a háború borzalmaitól testi és lelki sebekből vérző szenvedők. A gonosz megtestesítői a hatalmasok, gazdagok, katonatisztek, romlott nők. Naiv társadalomszemlélete és filozófiája olykor mosolyra fakasztó. A kor megkésett avantgárd-sugárzása őt is megérinti, írói szemléletén mély nyomot hagyott a modern európai irodalom háború- és romantikaellenessége, ugyanakkor a népies elbeszélés rég elfelejtett hagyománya és modora is.
Írói fejlődésének csúcsára akkor ér, amikor a bécsi emigrációból érkező Franyó Zoltán Genius című lapjának felelős szerkesztője lesz. A Kölcsey Egyesület támogatásával megjelenő szemlében közölt könyvismertetőit mérséklet és józan ítélet jellemzi. Hat szám megjelenése után viszont az anyagi nehézségek és a széthúzás miatt kilép ebből a kötelékből, de ezeknek az időknek a terméke 1926-ban az ESZC kiadásában megjelent fő műve, a Cirkusz is, ez a kritikusai szerint „szabálytalan és egyenlőtlen remekmű”. Modernségével egyedülálló a kor háborúellenes alkotásai sorában. Allegóriái könnyen megfejthetők: az áldozattá váló publikum vérében fürdő „Rémike” például a tömeggyilkos hatalomvágy. A cselekmény „haláltáncában" földi szerepet kap az Isten, aki a pusztulás ellen egyezségre lép a Halállal. A vér égig csap, az emberi testek roncsait sodorva magával. A szerző csak egyetlen értéket ismer, az életet.
Pályája nem emelkedett tovább, könyv- és lapkiadó vállalkozásai a tőkeerős, szervezett részvénytársaságokkal nem voltak képesek felvenni a versenyt. Az író magánélete is zátonyra futott, felesége elvált tőle.
1929 végén Magyarországra költözött. Budapesten vállalt ideiglenes állásokat, cikkdíjakból próbált megélni. Egy-egy írását a Tolnai Világlapja, Színházi Élet, Délibáb közli, olykor felolvas a rádióban. Nyomorog, mert szerkesztőségben nem talál helyet, nincs állandó munkahelye, sokszor sorban áll levesért az ingyenkonyhán... 1934-ben bemutatják Ady című darabját, az előadás azonban nem jó, leveszik a műsorról. Átírja, és újra szeretné bemutatni Budapesten, anyagi támogatás híján azonban, a terv megbukik. A kényszerűség ráviszi, hogy részben angol csengésű álnevek alatt rövid kalandregényeket írjon. Több mint 50 ponyvája jelenik meg.
Az 1940-es években újra felragyogott szerencsecsillaga. Régebbi elbeszéléseit (Száz novella címmel) és néhány új kisregényét is megjelentetik, de a sok nélkülözés, éhezés, mértéktelen dohányzás aláásta egészségét. A budapesti Herczeg-klinikán szívinfarktus végzett vele.

## Művei
- Börtönök bús lakója (regény, Budapest, 1919)
- Novellák (Arad, 1922)
- Piros frakk (regény, Arad, 1922)
- Hogyan kopaszodott meg Grün Bernát (elbeszélés, Arad, é.n.)
- Ady Endre (színmű, 1924)
- Egy szegény kisfiú élettörténete. Novellák; Révész, Marosvásárhely, 1925 (Erdélyi könyvbarátok társasága)
- Cirkusz (regény, 1926)
- Árvák (regény, 1927)
- Lopott boldogság. Regény; Általános Ny., Bp., 1935 (Friss újság színes regénytára)
- Magra Ivanovna. Regény; szerzői, Bp., 1939
- Édes kis fiam (elbeszélés, 1940)
- A medvebörtön. Regény; Magyar Népművelők Társasága, Bp., 1940 (Érdekes regények. Röptében a világ körül)
- Bill Wonton: Tamandra szerelme. Regény; szerzői, Bp., 1940
- Édes kisfiam; Egyetemi Ny., Bp., 1940
- Május volt; Egyetemi Ny., Bp., 1940
- Halálra ítéllek. Regény; szerzői, Bp., 1940
- Kínai kémnő. Regény; szerzői, Bp., 1940
- Bill Wonton: Bujdosó cowboyok. Regény; szerzői, Bp., 1940
- A púpos vámszedő. Regény; szerzői, Bp., 1940
- Bill Wonton: A kalózkapitány szerelme. Regény; szerzői, Bp., 1940
- Fekete hegyek lovasa. Regény; szerzői, Bp., 1940
- Bill Wonton: Állj, mert lövök! Regény; szerzői, Bp., 1940
- A nutrabai temetőőr. Regény; szerzői, Bp., 1940
- Halállovas. Regény; szerzői, Bp., 1940
- C. Alexis: A titokzatos robbantó. Regény; Nagy, Bp., 1941
- Fred Crang: Arany és puskapor. Regény; Duna, Bp., 1941
- P. Hard: A coltok bajnoka. Regény; Duna, Bp., 1941
- W. R. Robber: A zöldszemű sátán. Regény; Duna, Bp., 1941
- A. G. Murphy: Texasi legénybúcsú. Regény; Duna, Bp., 1941
- Th. Osborne: Egy szelíd cowboy. Regény; Duna, Bp., 1941
- William Saxton: A titkok farmja. Regény; Duna, Bp., 1941
- Alice Barrington: Dolly férjhezmegy. Regény; Duna, Bp., 1941
- Peter House: Banditaváros. Regény; Duna, Bp., 1941
- Fred Craig: A becsület parancsa. Regény; Duna, Bp., 1941
- Bill Harper: Farmerkisasszony. Regény; Duna, Bp., 1941
- B. B. Ariane: Százezer dolláros leány. Regény; Duna, Bp., 1941
- Bill Wonton: A gyilkos én vagyok. Regény; Duna, Bp., 1941
- Fred Brook: A földalatti banditák. Regény; Duna, Bp., 1941
- P. Ward: Cowboyvirtus. Regény; Duna, Bp., 1941
- Max Dalton: A tengerjáró cowboy. Regény; Duna, Bp., 1941
- Bill Wonton: A sardingi titok. Regény; szerzői, Bp., 1941
- Zsiványfogás lasszóval. Regény; szerzői, Bp., 1941
- Garry Daniels: A fehér banda fia. Regény; Duna, Bp., 1941
- B. B. Ariane: A tanítókisasszony. Regény; Duna, Bp., 1941
- C. Alexis: A vörös álarc banditája. Regény; Duna, Bp., 1941
- F. Alexis: Vadnyugati expressz. Regény; Duna, Bp., 1941
- L. Condor: Pipogya Bill. Regény; Duna, Bp., 1941
- Fred Brook: Hét város ördöge; Aurora, Bp., 1941
- Alice Barrington: Fifi papát keres. Regény; Duna, Bp., 1941
- Fred Brook: A becsület lovasa; Fény, Bp., 1941
- Enyém leszel. Regény; Duna, Bp., 1942 (Duna kis regények)
- Fred Brook: Ördöngös fiúk; Fény, Bp., 1942
- Gordon Tracey: A "Bulldog" nyomoz; ford. Nagy Dániel; Duna, Bp., 1942
- Fred Brook: Kölyök farkas; Fény, Bp., 1942
- Fred Brook: Az árnyak órája; Fény, Bp., 1942
- Alice Barrington: Házasság felesleges; Duna, Bp., 1942
- A. G. Murphy: A texasi fantom; Globus Ny., Bp., 1942
- Halálos szerelem. Regény; Hellas, Bp., 1942
- 100 novella, 1-2.; Mérnökök Ny., Bp., 1943 (Erdélyi értékek)
- Pesti kaland. Regény; Duna, Bp., 1943
- Visszavárlak. Regény; Duna, Bp., 1943
- A cigánylány bűne. Regény; Duna, Bp., 1943 (Duna kis regények)
- Három vőlegény. Regény; Duna, Bp., 1943 (Duna kis regények)
- Sikoltott a szívem. Regény; Duna, Bp., 1943 (Duna kis regények)
- Egy szív megszakad; Hellas, Bp., 1944
- A. G. Murphy: Az ellopott sheriff; Hungária Ny., Bp., 1946 (Tarka könyvek)
- Nagy Dániel–Nánási László: Két parasztember elmondja: Mit látott a Szovjetunió mezőgazdaságában; Szikra Ny., Bp., 1950
- Cirkusz. Regény; Irodalmi, Bukarest, 1967 (Romániai magyar írók)